# Kurokawa (metropolitana di Nagoya)
Kurokawa (黒川駅?, Kurokawa-eki) è una stazione della metropolitana di Nagoya situata nel quartiere di Kita-ku, nel centro di Nagoya ed è servita dalla linea Meijō. La stazione è predisposta per diventare, in futuro, interscambio con la linea Kanayama in progetto.

## Linee
Metropolitana di Nagoya
 Linea Meijō

## Struttura
La stazione, sotterranea, è servita dalla linea Meijō e possiede un marciapiede a isola con due binari passanti al centro.
| 1 | Linea Meijō | per Sakae, Kanayama, Aratama-bashi e Nagoyakō |
| 2 | Linea Meijō | per Ōzone e Motoyama                          |

## Stazioni adiacenti
| «           | Servizio    | »             |
| Linea Meijō | Linea Meijō | Linea Meijō   |
| ----------- | ----------- | ------------- |
| Meijō Kōen  | -           | Shiga-hondōri |